# Досов, Керим
Керим Досов — советский хозяйственный и политический деятель.

## Биография
Родился в 1917 году в селе Эсенменгли. Член КПСС с 1942 года.
Окончил Туркменскую республиканскую партийную школу..
В 1932—1940 гг. — колхозник, бригадир колхоза «Парижская коммуна» Халачского района Чарджоуской области Туркменской ССР. С 1940 года — в РККА.
Участник Великой Отечественной войны, командир отделения автоматчиков 216-го Краснознамённого полка 76-й Краснознамённой стрелковой дивизии.
В шести боях на Волге (по наградным документам, под селами Кочубеевка, Прилипки, Беловская, Архангельское, совхоз Шамино, под Перекопом) он уничтожил 221 солдата и офицера, подбил 1 танк противника, захватил 3 пулемёта, 13 карабинов и много боеприпасов, за что был представлен к званию Героя Советского Союза, награждён орденом Ленина.
В 1943—1950 гг. — заведующий Халачской районной конторой по шелководству, заместитель директора Халачской МТС по политчасти, председатель колхоза «Парижская коммуна» Халачского района Чарджоуской области Туркменской ССР.
В 1952—1954 гг. — председатель Халачского райисполкома.
В 1954—1959 гг. — первый секретарь Кизыл-Аякского райкома КП Туркмении.
В 1959—1973 гг. — председатель Халачского райисполкома, председатель Керкинского райисполкома.
Избирался депутатом Верховного Совета Туркменской ССР 7-8-го созывов.
Умер в 1975 году в Керки.

## Награды
- Орден Ленина (04.08.1942)
- Орден Октябрьской Революции (08.04.1971)
- Орден Красного Знамени (04.03.1942)
- Орден Трудового Красного Знамени (14.02.1957, 01.03.1965)